# Irving (Teksas)
Irving – miasto w Stanach Zjednoczonych, w stanie Teksas, w metropolii Dallas–Fort Worth. Według spisu z 2020 roku liczy 256,7 tys. mieszkańców i jest jedenastym co do wielkości miastem Teksasu.

## Gospodarka
W mieście rozwinął się przemysł elektroniczny, precyzyjny, spożywczy oraz chemiczny.
Mieści się w nim siedziba koncernu naftowo-gazowego – ExxonMobil.

## Uczelnie
- University of Dallas
- Dallas College North Lake Campus
- kampusy Dallas College i DeVry University

## Miasta partnerskie
- Merton, Wielka Brytania
- Espoo, Finlandia
- Boulogne-Billancourt, Francja
- Marino, Włochy
- Guanajuato, Meksyk
- Darchan, Mongolia[3]

## Urodzeni w Irving
- Kerry Wood (ur. 1977) – baseballista[4]
- Jeremy Wariner (ur. 1984) – sprinter, mistrz olimpijski
- L.M. Kit Carson (1941–2014) – aktor i producent filmowy